# Mighty Like a Rose
Mighty Like a Rose  è il tredicesimo album discografico del cantautore inglese Elvis Costello pubblicato su CD dalla Warner Bros. Records nel 1991. 

## Descrizione
Il titolo è presumibilmente un riferimento al brano popolare del 1901 Mighty Lak' a Rose scritto da Frank Lebby Stanton e Ethelbert Nevin.
L'album è prodotto da Mitchell Froom, che si avvicenda con T-Bone Burnett rispetto al precedente Spike. Questa volta, al contrario del precedente disco, le registrazioni sono state effettuate in un solo studio, l'Ocean Way Recording di Hollywood. In due brani collabora Paul McCartney.
L'album è dedicato all'allora moglie di Costello, Cait O'Riordan, che ha scritto anche il brano Broken.
Nella traccia Invasion Hit Parade suona la tromba Ross MacManus, padre di Costello.

## Tracce
Tutte le canzoni sono scritte da Elvis Costello, tranne dove indicato.
1. The Other Side of Summer – 3:56
2. Hurry Down Doomsday (The Bugs Are Taking Over) (Declan MacManus, Jim Keltner) – 4:05
3. How to Be Dumb – 5:14
4. All Grown Up – 4:16
5. Invasion Hit Parade – 5:34
6. Harpies Bizarre – 3:44
7. After the Fall – 4:38
8. Georgie and Her Rival – 3:38
9. So Like Candy (Paul McCartney, MacManus) – 4:36
10. Interlude: Couldn't Call It Unexpected No. 2 – 0:22
11. Playboy to A Man (McCartney, MacManus) – 3:20
12. Sweet Pear – 3:36
13. Broken (Cait O'Riordan) – 3:37
14. Couldn't Call It Unexpected No. 4 – 3:50

## Formazione
Gruppo
- Declan MacManus – chitarra elettrica, basso, chitarra acustica, maracas, tastiere, voce
- Mitchell Froom - organo, celesta, harmonium
- Larry Knechtel - organo, piano, organo hammond, clavinet
- Marc Ribot - chitarra, corni
- Jerry Scheff - basso, chitarra
- Jim Keltner - batteria, percussioni

Collaboratori
- Lionel Batiste – batteria
- Nicholas Bucknail – clarinetto
- James Burton – chitarra acustica
- Gregory Davis – tromba
- Andre Findon – flauto
- Steve George – cori
- Charles Joseph – trombone
- Kirk Joseph – tuba
- Roger Lewis – sax baritono
- Ross MacManus – tromba
- Jenell Marshall – batteria, percussioni
- Richard Morgan – oboe
- Steve Nieve – tastiere
- Richard Page – cori
- Simon Rayner – corno francese
- Steven Soles – cori
- Benmont Tench – piano
- Pete Thomas – batteria, percussioni, nacchere, tamburello, campane
- Efrem Towns – tromba
- Rob Wasserman – basso elettrico
- Tom "T-Bone" Wolk – basso

## Classifiche
- Official Albums Chart - #5
- Billboard 200 - #55